# Carola Sokol
Carola Beatrix Sokol-Juhn († nach 1986) war eine österreichische Lyrikerin.

## Leben und Werk
Sokol war mit dem zur Zeit des Nationalsozialismus verfolgten Schriftsteller Kurt Juhn verheiratet. Bekannte Lebensstationen waren Wien, Berlin, Prag und schließlich New York.
1929 gewann Sokol einen Literaturwettbewerb der Zeitschrift Kriminalmagazin. Die gestellte Aufgabe war, 15 Titel von Edgar Wallace in nicht mehr als 100 Worten zu einer Erzählung, Humoreske oder Satire zu kombinieren.
Anfang der 1930er Jahre schrieb Sokol Texte zu einigen Liedern von Wilhelm Grosz, die im Rundfunk aufgeführt wurden. Zeitgenössische Interpreten waren zum Beispiel der Bariton Gerhard Bertermann und die Mezzosopranistin Kaete Nick-Jaenicke. Erst Jahrzehnte später wurden die Stücke auch für Tonträger eingespielt. Christian Immler interpretierte die Bänkel Und Balladen übertitelten Lieder nach Sokols Texten z. B. auf seinem Album Modern Times (2011). Klassik.com-Rezensent Andreas Falentin sprach danach von „brillant satirischen Texten (…), die ihre Aktualität über 80 Jahre bis ins Jetzt bewahrt haben“. Andrew Shore sang Sokols Lieder bereits 1996 für die CD Afrika Songs (1997) ein.
Auch eine im Hörfunk gesendete Darbietung von Marcus Günzel und Elke Kottmair im Alten Schlachthof Dresden aus dem Jahr 2010 wurde 2017 auf CD veröffentlicht.
Darüber hinaus trat Sokol als „einzige autorisierte“ Übersetzerin „aus dem Schwedischen“ der Werke Aage Stjördal-Jerfallas hervor, bei dem es sich allerdings tatsächlich um ein Pseudonym ihres Mannes handelte. In diesem Zusammenhang erregte sie 1931 mit einem „Kettenbriefwitz“ Aufsehen, mit dem sie auf unkonventionelle Weise Manuskripte Aage Stjördal-Jerfallas anbieten wollte, was von der Deutschen Presse jedoch missverstanden und skandalisiert wurde, woraufhin sich Sokol zu einer Gegendarstellung veranlasst sah.
Im New Yorker Exil veröffentlichte Sokol u. a. mit Der Gärtner (1944) oder Der alte Strom sporadisch Texte für Zeitungen wie Aufbau oder das Exilkabarett.

## Werke
Bänkel und Balladen (Musik Wilhelm Grosz)
- Bänkel vom Business (Fritz war ein Geschäftsgenie)
- Bänkel vom Klatsch (Mary sagt, die Daisy weiß, daß Grace es selbst gesehen)
- Die Ballade vom Sammy Lee (Was wissen Sie vom Sammy Lee?)

mit Kurt Juhn
- Knut macht keinen Unsinn mehr (Übersetzung aus dem Schwedischen von Carola Sokol)